# Héctor Beltrán Leyva
Héctor Beltrán Leyva (* 15. Februar 1965 in Badiraguato, Mexiko; † 18. November 2018 in Toluca, Mexiko) alias El Ingeniero oder El H, war ein mexikanischer Drogenhändler, der von 2009 bis zu seiner Verhaftung 2014 oberster Chef des Beltrán-Leyva-Kartells gewesen sein soll. Auf seine Ergreifung setzte die U.S. Regierung eine Belohnung von fünf Millionen, die mexikanische  Regierung zwei Millionen US-Dollar aus. Er stand seit 2009 auf der Liste der 37 meistgesuchten Drogenbosse in Mexiko.
Die Gebrüder Beltrán Leyva gehörten zu den bekanntesten Drogenhändlern des Sinaloa-Kartells, bis sie sich im Januar 2008 unter der Führung von Arturo Beltran Leyva abspalteten. Nachdem dieser am 16. Dezember 2009 von der mexikanischen Marine erschossen wurde, galt sein Bruder Héctor als oberster Drogenboss des Beltrán-Leyva-Kartell.
Am 1. Oktober 2014 wurde er in San Miguel de Allende im zentralmexikanischen Bundesstaat Guanajuato verhaftet. In der Folge saß er im Hochsicherheitsgefängnis Altiplano ein. Nachdem er am 18. November 2018 über Schmerzen im Brustbereich klagte, wurde er in ein Krankenhaus in Toluca eingeliefert. Dort konnte nur noch sein Tod festgestellt werden, Ursache war ein Herzinfarkt.